# دیر راهبان
دیر راهبان یک نمایشنامه اقتباسی نوشته محمد چرمشیر و فرهاد مهندس‌پور است که بازنویسی رمان زمان فرایرا دوکاسترو است. ترجمه رمان اصلی از اسدالله امرایی است. این نمایشنامه در سال ۱۳۸۰ به کارگردانی مهندس‌پور به‌روی صحنه رفته‌است.

## داستان
نمایشنامه تک‌پرده‌ای دیر راهبان با ۱۳ شخصیت، در صومعه‌ای می‌گذرد که در آستانه اشغال نیروهای نازی در بحبوحه جنگ جهانی دوم است. دیر راهبان با ورود و خروج کشیش‌ها حول محور پدر مافوق، مکانی است که در آن بیش از هرچیز بحث بر سر خدا، مسیح، روح و تقدیر آدمی در مواجهه با گناه و مرگ مطرح است، درحالی‌که پدر از ترس حمله هواپیماهای آلمانی تصمیم می‌گیرد تا جمله «اینجا یک دیر است» را روی سقف دیر بنویسد.
چکیده تمامی بحث‌ها در دیر راهبان این است که خدا چطور می‌تواند مشیتی داشته باشد که ثمره‌اش جنگ، شرارت و بدی روی زمین باشد! پدر مافوق در مقام مدافع مسیح سعی در تبیین مشیت الهی دارد. او در تمام طول نمایش در حال پاسخ‌گویی به پدرانی است که در اثر جنگ ایمانشان را به مسیح از دست داده‌اند و نزدیک‌شدن هیتلر به دیر برای هرکدام از آن‌ها جلوه‌ای از آخرالزمان و پایان زندگی است…